# Grote alexanderparkiet
De grote alexanderparkiet (Psittacula  eupatria) is een exoot uit de Kasjmirregio van Zuid-en Zuidoost-Azië, die naar Europa is gehaald. De vogel is vernoemd naar Alexander de Grote en was waarschijnlijk een van de eerste soorten parkieten die in Europa als kooivogel werd gehouden. In de loop der jaren is een aantal van deze vogels ontsnapt of vrijgelaten. Zij bleken te aarden in West-Europa en kunnen zich vermenigvuldigen, maar ze zijn veel minder talrijk dan de verwante halsbandparkiet.

## Kenmerken
De grote alexanderparkiet is een opvallend groen gekleurde, grote vogel met een lange, puntige staart. De totale lengte is circa 58 centimeter. Hij heeft een heel opvallende, luide lokroep. Er worden vijf ondersoorten onderscheiden.
Grote alexanderparkieten hebben een opvallende rode schoudervlek en een grote rode snavel, zowel de boven- als de ondersnavel is rood. De mannetjes hebben een zwarte keelvlek en een zwarte band die over de wang naar de nek loopt. In de nek loopt de zwarte band over in een brede roze band. De wangen, oorstreek en de hals hebben een groengrijze waas. Vrouwtjes en juvenielen missen de halsband. Ook is er een sterk contrast tussen de donkergroene vleugels en de lichtgroene buik. De staartveren zijn blauwgroen met gele punten.

## Verspreiding en leefwijze
De grote alexanderparkiet komt voor van India tot Zuidoost-Azië en telt vijf ondersoorten:
- P. e. nipalensis: van oostelijk Afghanistan tot Bangladesh.
- P. e. eupatria: zuidelijk India en Sri Lanka.
- P. e. magnirostris: de Andamanen.
- P. e. avensis: noordoostelijk India en noordelijk Myanmar.
- P. e. siamensis: noordelijk en westelijk Thailand en Indochina.

### Voorkomen als exoot
De vogel werd ingevoerd in Afghanistan, Iran, Jemen, Koeweit, Saoedi Arabië en Turkije.
Ontsnapte kooivogels komen in West-Europa het meest voor in en rond de grote steden waar hij zich in kleiner aantal mengt in groepen met de kleinere halsbandparkieten en gedragen zich als invasieve soort. In Nederland en België komen de meeste waarnemingen uit de omgeving van Haarlem, Amsterdam en overig Noord-Hollanden Brussel.

## Status
De grootte van de populatie is niet gekwantificeerd maar in het oorspronkelijke verspreidingsgebied gaat de populatie snel achteruit door habitatverlies. Daarom heeft deze soort op de Rode lijst van de IUCN de status gevoelig.

## Galerij

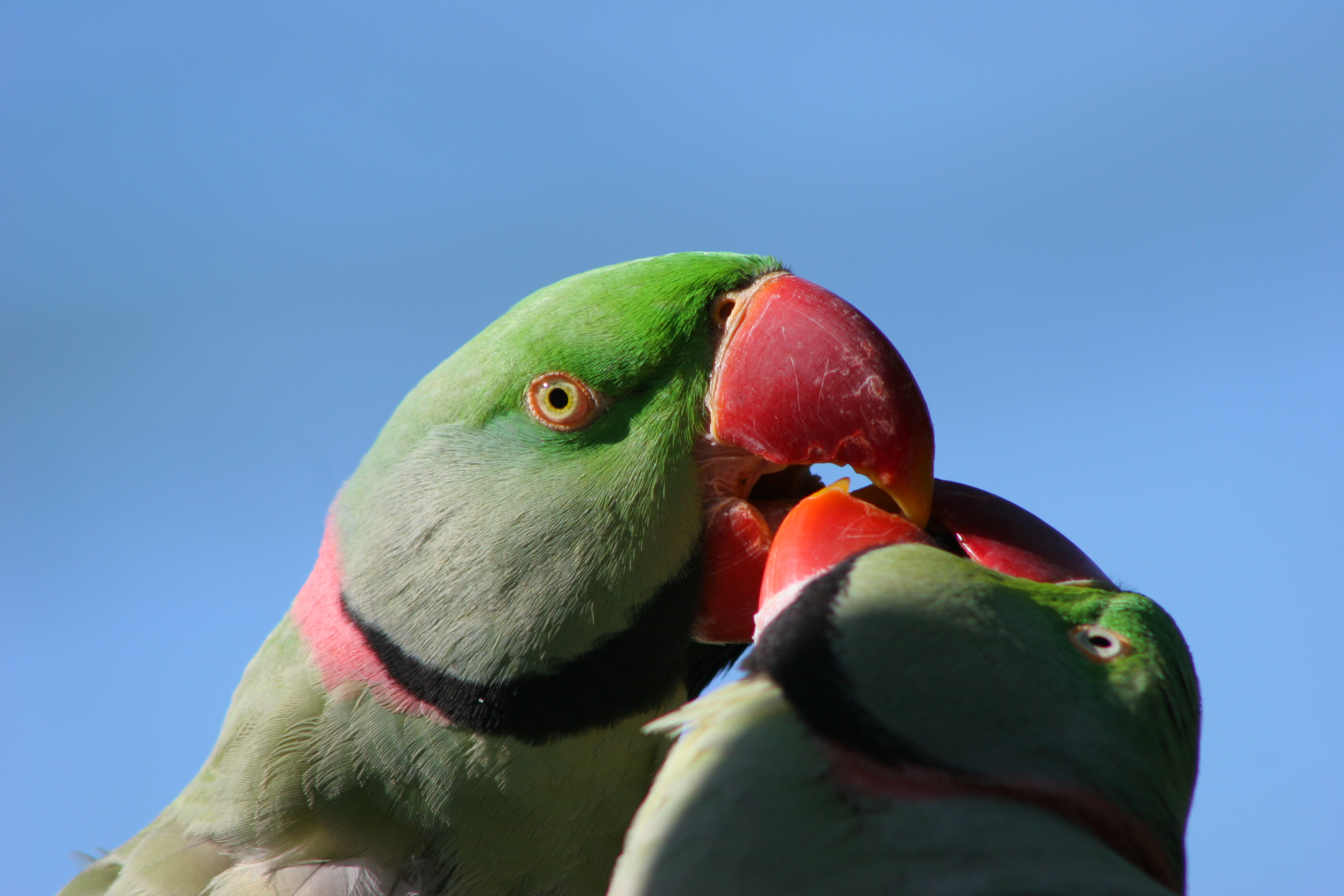
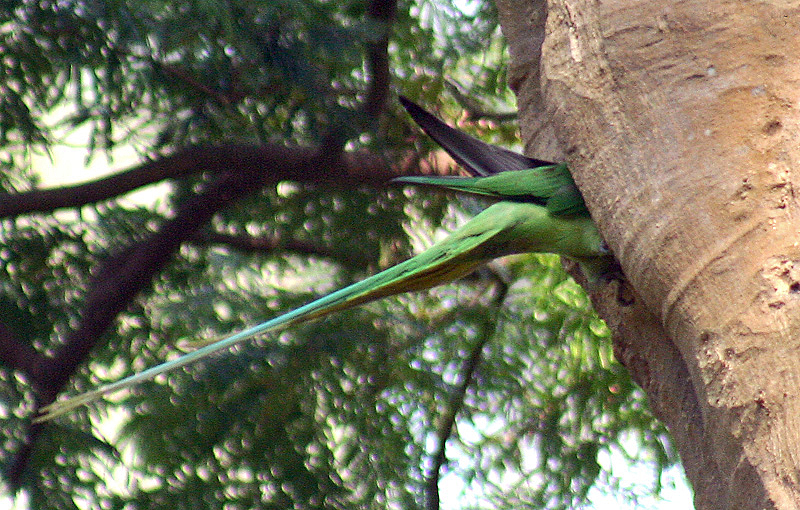
Mannetje bij nest in Calcutta, West-Bengalen, India.
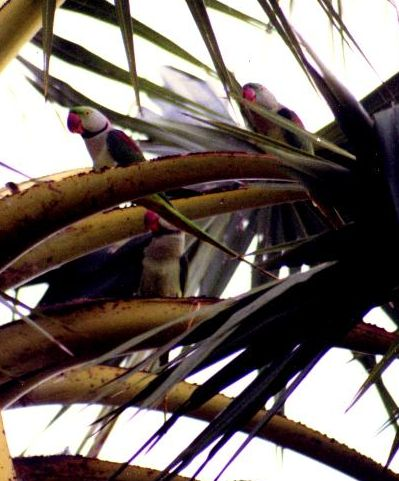
Drie grote alexanderparkieten in een palm
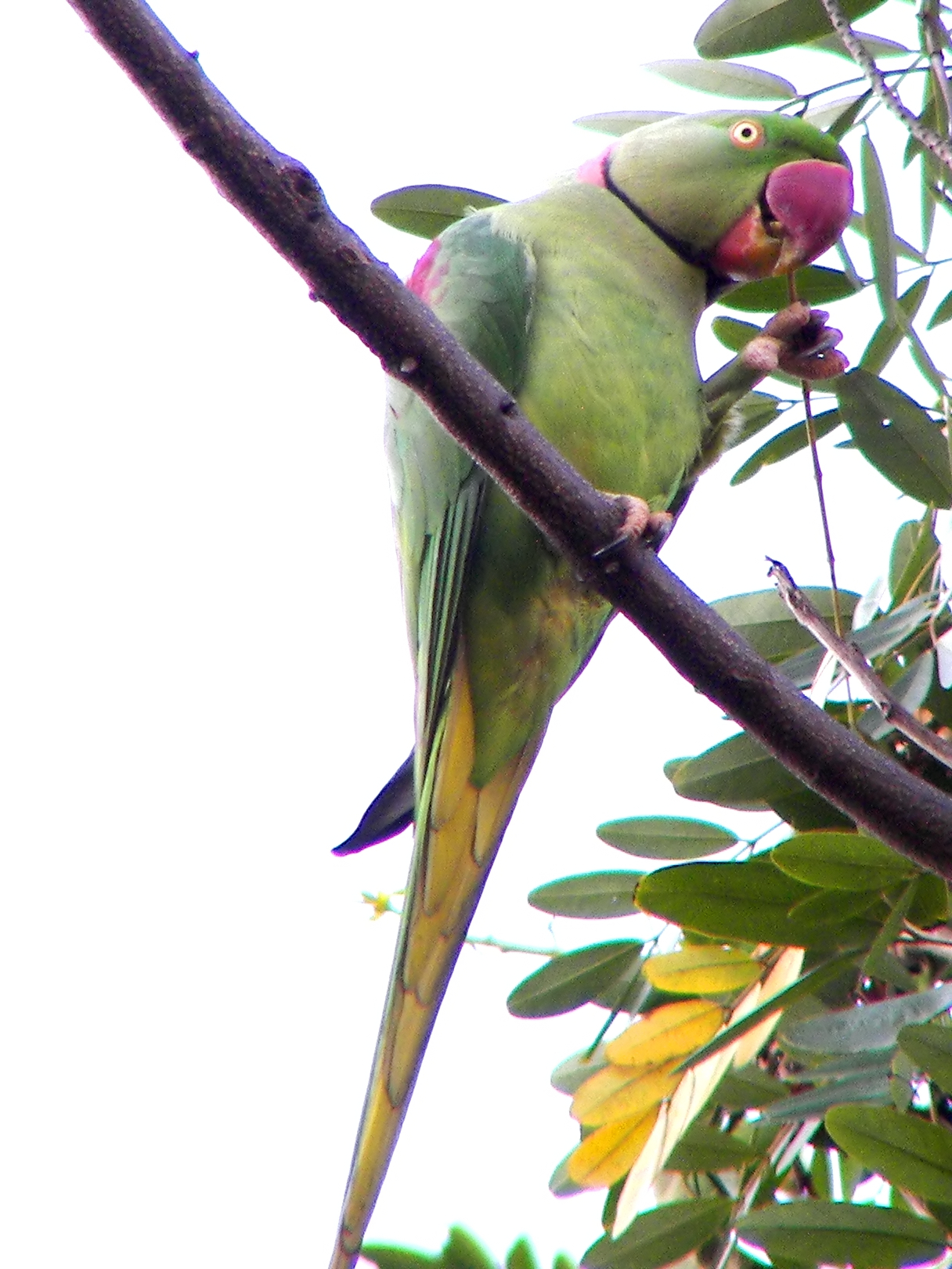
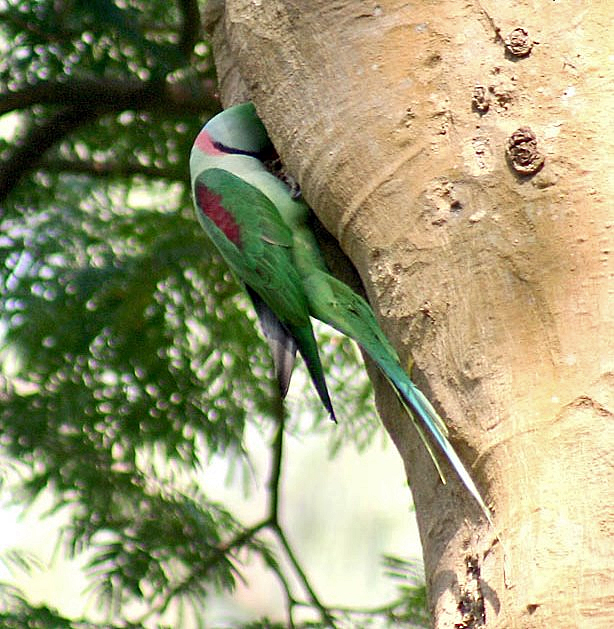
Mannetje bij nest.
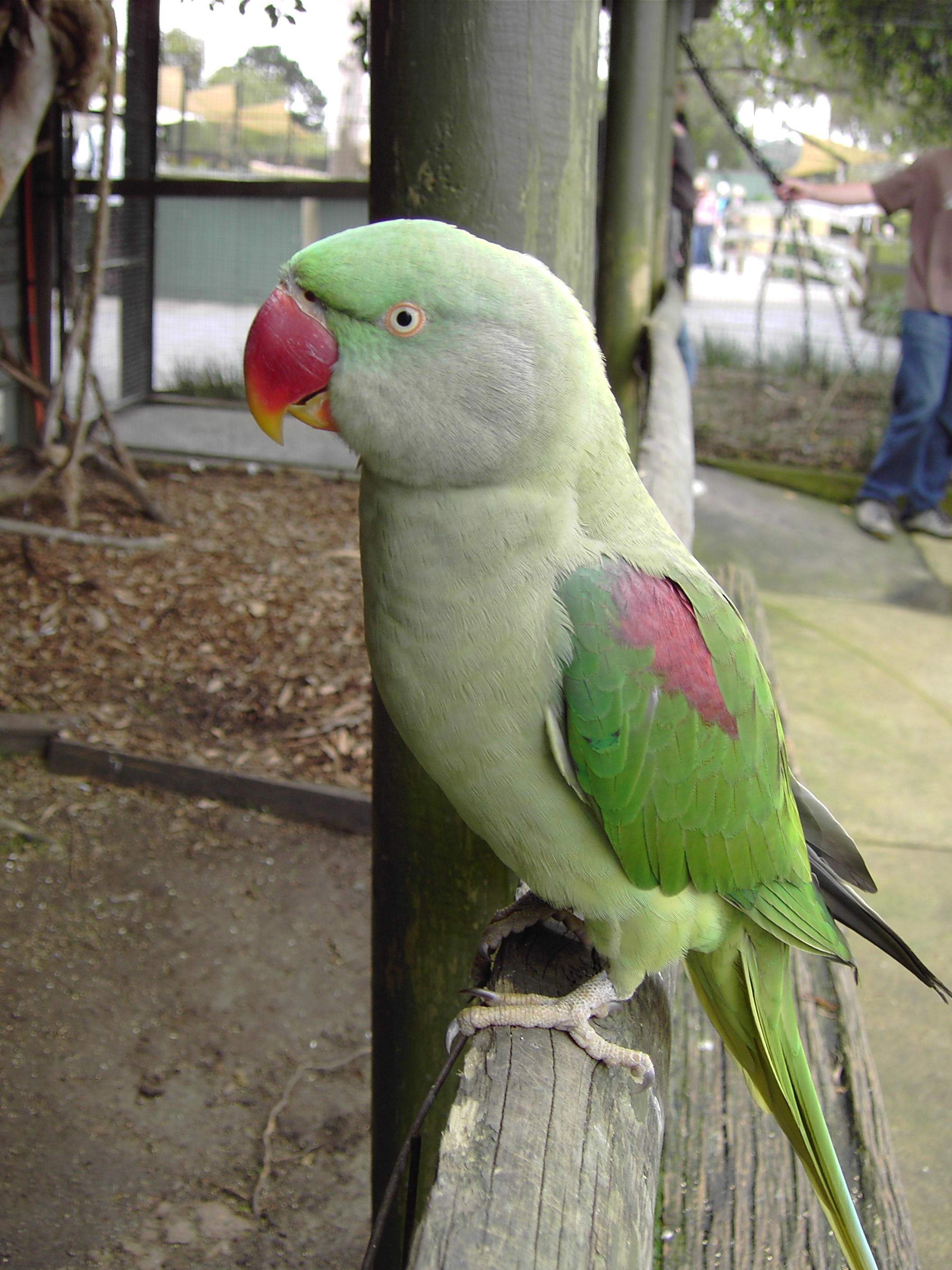
Vrouwtje